# Juego de las Estrellas de la Major League Soccer 1998

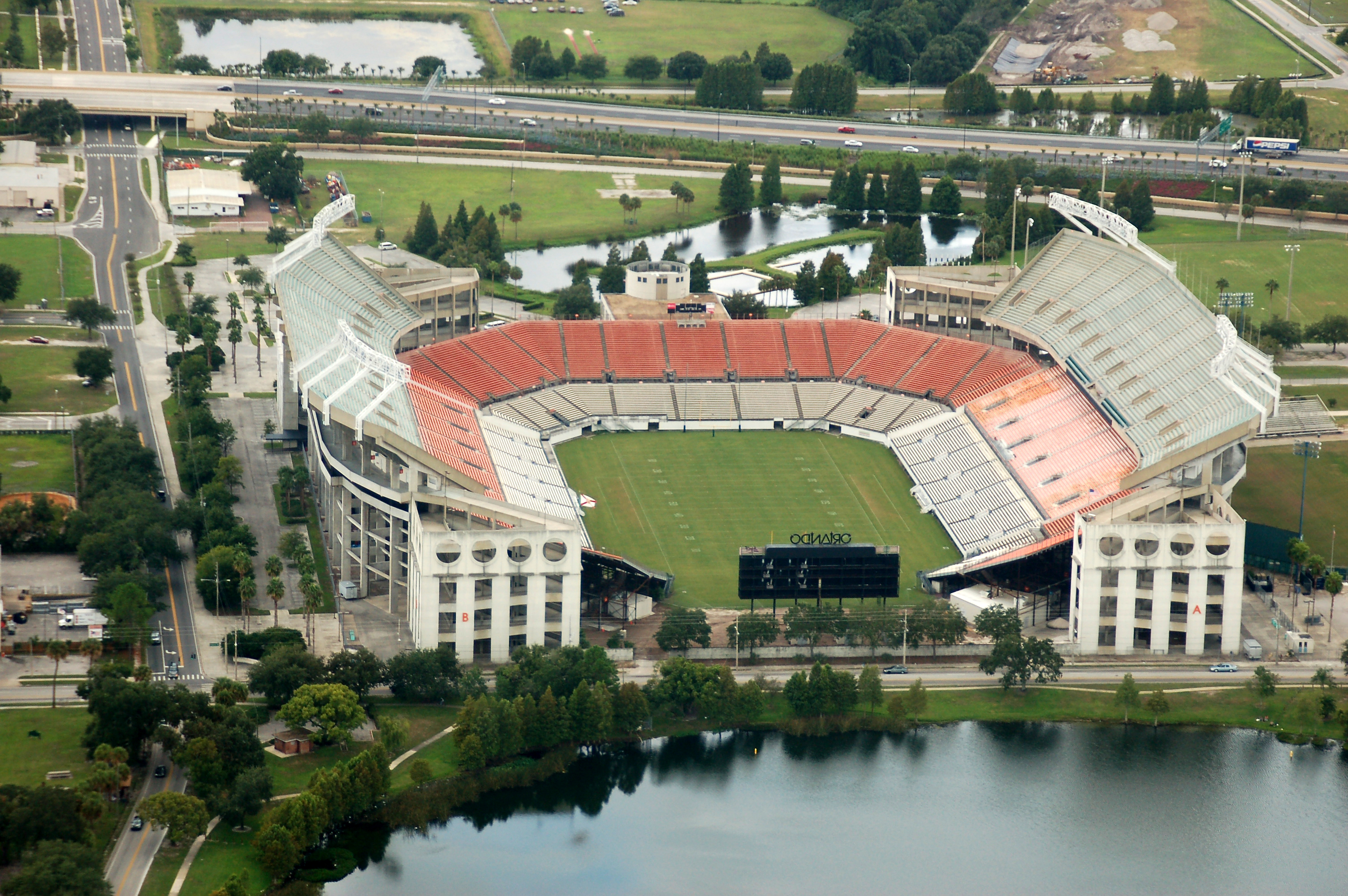
Estadio Citrus Bowl

El Juego de las Estrellas de la Major League Soccer 1998 fue la tercera edición del Juego de las Estrellas de la Major League Soccer, se jugó el 2 de agosto de 1998 donde participaron dos equipos: MLS USA y MLS Mundo. El partido se disputó en el Estadio Citrus Bowl en Orlando, Florida.
MLS USA se quedó con el partido de las estrellas tras golear por 6-1 al equipo de MLS Mundo.
| MLS USA 6 | MLS Mundo 1 |

## El partido
| POR | Tony Meola     | 46'     |
| DEF | Marcelo Balboa | 46'     |
| DEF | Alexi Lalas    | 46'     |
| DEF | Eddie Pope     |         |
| MED | Cobi Jones     | 46' 69' |
| MED | Thomas Dooley  | 46'     |
| MED | Tab Ramos      | 46'     |
| MED | John Harkes    | 69'     |
| MED | Frankie Hejduk | 46'     |
| DEL | Brian McBride  | 46'     |
| DEL | Preki          | 46'     |
| DT  | -              |         |

| POR | Jorge Campos        | 46' 69' |
| DEF | Geoff Aunger        | 46' 75' |
| DEF | Jan Eriksson        | 46'     |
| DEF | Diego Soñora        | 46'     |
| MED | Luboš Kubík         | 46'     |
| MED | Adrián Paz          | 46'     |
| MED | Mauricio Cienfuegos | 46'     |
| MED | Carlos Valderrama   | 75'     |
| MED | Marco Etcheverry    | 46'     |
| DEL | Raúl Díaz Arce      | 46'     |
| DEL | Jaime Moreno        | 69'     |
| DT  | -                   |         |

| POR | Zach Thornton | 46' |
| DEF | Jeff Agoos    | 46' |
| DEF | Robin Fraser  | 46' |
| DEF | Mike Burns    | 46' |
| MED | Ross Paule    | 46' |
| MED | Chris Armas   | 46' |
| MED | Ben Olsen     | 46' |
| DEL | Paul Bravo    | 46' |
| DEL | Roy Lassiter  | 46' |

| POR | Thomas Ravelli | 46' |
| DEF | Richard Gough  | 46' |
| DEF | Uche Okafor    | 46' |
| MED | Martín Machón  | 46' |
| MED | Leonel Álvarez | 46' |
| MED | Mauricio Ramos | 46' |
| DEL | Mo Johnston    | 46' |
| DEL | Wélton         | 46' |
| DEL | Stern John     | 46' |

| Anotado | 50' | Tab Ramos     |
| Anotado | 63' | Alexi Lalas   |
| Anotado | 66' | Brian McBride |
| Anotado | 70' | Preki         |
| Anotado | 88' | Roy Lassiter  |
| Anotado | 88' | Cobi Jones    |

| Anotado | 89' | Mauricio Ramos |  |

| Árbitro             | Esse Baharmast |
| Árbitros asistentes | Greg Barkey    |
| Árbitros asistentes | Arthur Reed    |

| POR | Tony Meola     | 46'     |
| DEF | Marcelo Balboa | 46'     |
| DEF | Alexi Lalas    | 46'     |
| DEF | Eddie Pope     |         |
| MED | Cobi Jones     | 46' 69' |
| MED | Thomas Dooley  | 46'     |
| MED | Tab Ramos      | 46'     |
| MED | John Harkes    | 69'     |
| MED | Frankie Hejduk | 46'     |
| DEL | Brian McBride  | 46'     |
| DEL | Preki          | 46'     |
| DT  | -              |         |

| POR | Jorge Campos        | 46' 69' |
| DEF | Geoff Aunger        | 46' 75' |
| DEF | Jan Eriksson        | 46'     |
| DEF | Diego Soñora        | 46'     |
| MED | Luboš Kubík         | 46'     |
| MED | Adrián Paz          | 46'     |
| MED | Mauricio Cienfuegos | 46'     |
| MED | Carlos Valderrama   | 75'     |
| MED | Marco Etcheverry    | 46'     |
| DEL | Raúl Díaz Arce      | 46'     |
| DEL | Jaime Moreno        | 69'     |
| DT  | -                   |         |

| POR | Zach Thornton | 46' |
| DEF | Jeff Agoos    | 46' |
| DEF | Robin Fraser  | 46' |
| DEF | Mike Burns    | 46' |
| MED | Ross Paule    | 46' |
| MED | Chris Armas   | 46' |
| MED | Ben Olsen     | 46' |
| DEL | Paul Bravo    | 46' |
| DEL | Roy Lassiter  | 46' |

| POR | Thomas Ravelli | 46' |
| DEF | Richard Gough  | 46' |
| DEF | Uche Okafor    | 46' |
| MED | Martín Machón  | 46' |
| MED | Leonel Álvarez | 46' |
| MED | Mauricio Ramos | 46' |
| DEL | Mo Johnston    | 46' |
| DEL | Wélton         | 46' |
| DEL | Stern John     | 46' |

| Anotado | 50' | Tab Ramos     |
| Anotado | 63' | Alexi Lalas   |
| Anotado | 66' | Brian McBride |
| Anotado | 70' | Preki         |
| Anotado | 88' | Roy Lassiter  |
| Anotado | 88' | Cobi Jones    |

| Anotado | 89' | Mauricio Ramos |  |

| Árbitro             | Esse Baharmast |
| Árbitros asistentes | Greg Barkey    |
| Árbitros asistentes | Arthur Reed    |